# 共同我们能
共同我们能是西班牙加泰罗尼亚自治区历史上的一个左翼选举联盟，为参加2015年西班牙大选而成立。该联盟的领袖是阿达·科劳，发言人是泽维尔·多梅内克。该联盟是西班牙全国性左翼选举联盟联合我们能在加泰罗尼亚自治区的对应组织。在2016年西班牙大选中，该联盟以“共同我们能－让我们赢得变革”的名义参选。

## 成员
- 共同巴塞罗那
- 我们能
- 为了加泰罗尼亚倡议绿党
- 加泰罗尼亚联合左翼
- 共同加泰罗尼亚